# Foxtrot (kriminelt netværk)
 For alternative betydninger, se Foxtrot (flertydig). (Se også artikler, som begynder med Foxtrot)
Foxtrot,  (også kendt som Netværket Foxtrot) er et kriminelt netværk i Sverige, der opstod i de senere dele af 2010'erne. Netværket sigter mod at blive Sveriges hoveddistributør af narkotika. Rawa Majid, også kendt under navnet "den kurdiske ræv", er Foxtrots leder. Netværket har været forbundet med flere voldelige hændelser, herunder skyderier og overfald.

## Rawa Majid
Lederen af netværket er Rawa Majid (også kendt som den kurdiske ræv), en svensk-kurdisk kriminel fra Uppsala født i 1986, som immigrerede til Sverige, da han var blot et par måneder gammel. I løbet af sit liv er han blevet dømt for forskellige forbrydelser, såsom narkotikarelateret kriminalitet og bistand i forbindelse med kidnapning. Majid har siden august 2020 været efterlyst internationalt for særligt alvorlige narkotikarelaterede forbrydelser og grov vold. Desuden mistænkes han for mord.
Rawa Majid har sammen med et andet Foxtrot-medlem købt tyrkisk statsborgerskab for at undgå svensk politi, mens de er i stand til at kontrollere netværket fra Tyrkiet. Tyrkiet nægter at sende ham til Sverige på grund af hans tyrkiske statsborgerskab.
Ni mænd med tilknytning til Majid blev tiltalt for grov narkotikakriminalitet og grove våben i slutningen af december 2022. Det forlyder at Majid selv blev anholdt af politiet i Iran nær ved den iranske grænse den 6. oktober 2023.

## Medlemmer
Foxtrotnetværket anses for at være velorganiseret og har været en stor bekymring for både politiet og myndighederne i Sverige. Foxtrot er også involveret i våbenkriminalitet og vold i Sverige. Det består primært af personer mellem 25 og 35 år og omfatter flere af Rawa Majids pårørende. Foxtrotnetværket henvender sig typisk til personer, der ikke har det godt, såsom nyindvandrede familier, de unge, mennesker diagnosticeret med ADHD og lignende.

## Relationer til andre netværk
Foxtrotnetværket er blevet forbundet med en række andre mistænkte i organiseret kriminalitet, heriblandt en mand, der betragtes som en af Rawa Majids nærmeste venner. I april 2022 fik denne mand en fængselsdom på 9 år og 6 måneder for grov narkotikaforbrydelse.
En mand, der blev tilbageholdt i 2021 i forbindelse med en betydelig narkohandel, menes også at have tilknytning til Foxtrotnetværket. Manden siges at have forbindelser til andre kriminelle organisationer i Europa og at have været involveret i import af betydelige mængder stoffer fra Holland til Sverige.
Foxtrot og Majid har også forbindelser til et stort narkokartel i Östersund.
Derudover er det blevet fastslået gennem adskillige undersøgelser, at Foxtrotnetværket er allieret med Bronetværket og Zeronetværket fra byen Jordbro. Folk hyret af Foxtrotnetværket og Majid har begået flere voldsforbrydelser mod Dalennetværket og deres allierede. Gerningsmændene blev rekrutteret fra andre kriminelle netværk og var delvist medlemmer af Bronetværket eller Zeronetværket. Dalennetværket har også begået en række voldelige handlinger mod Foxtrotnetværket og dets allierede.

## I medierne
Gangster-rapperen "5iftyy" (født 2001), oprindeligt fra Bronetværket, er ifølge det svenske politi også forbundet til Foxtrotnetværket. Rapperen har også henvist til netværket i flere af hans sange og hyldet medlemmer, der er blevet frataget deres frihed.